# 政大雄鷹
政大雄鷹籃球隊（英語：NCCU Griffins）是一支代表國立政治大學的男子籃球隊，目前競逐大專籃球聯賽（UBA）公開男一級。成立於2017年，也拿到五度奪得UBA冠軍，僅次於輔仁大學和台北體院，最近一次奪冠為113學年度。

## 球隊象徵
政大雄鷹籃球隊主視覺為獅鷹獸與火炬的結合，由象徵政大的藍、白、紅三色組成。名稱中雄鷹二字代表獅鷹獸的雄獅與飛鷹，皇冠加冕則是期待球隊可以爭取最高榮耀。因其創立於國立政治大學90週年校慶，圖像左側之鷹頭從「數字9」演變而來，右側的獅鬃則蘊含「數字0」的意象，同時結合整體形象呈現出火炬熊熊燃燒傳承榮耀的概念。
另有一來自政大英文校名縮寫的球隊標誌「政治雙C」，除了象徵獅子和老鷹的利爪，期許在球場上撕裂對手防守外，更有迎接「挑戰」（Challenge）和「機會」（Chance）的含意。

## 歷史

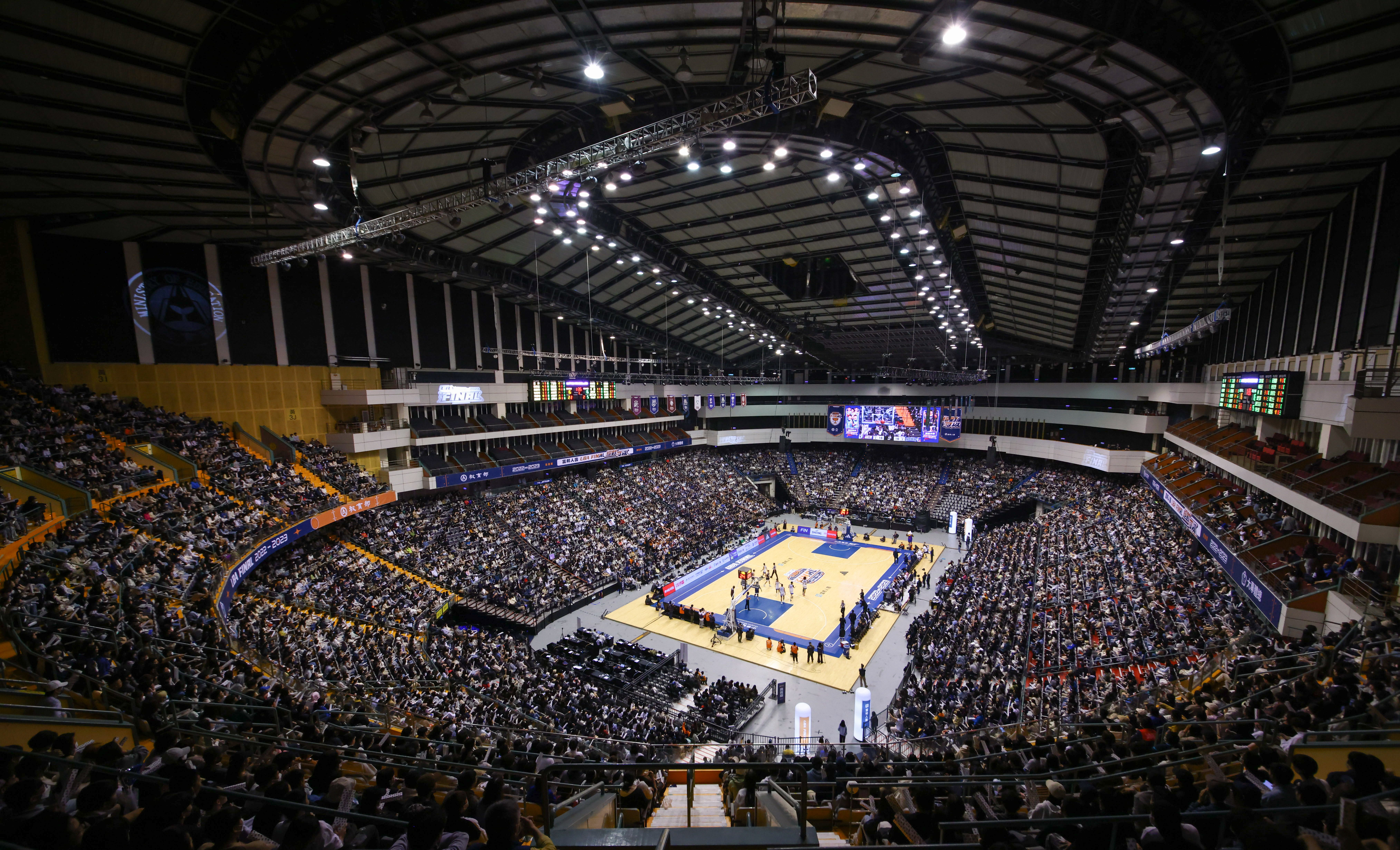
111學年度大專籃球聯賽公開男一冠軍賽於臺北小巨蛋舉辦，由國立政治大學對決健行科技大學

在政大雄鷹籃球隊成立以前，國立政治大學一度於1998年招收籃球體保生，主要和當時高中籃球聯賽強權再興高中合作，代表球員包括檀伯強、花金國。當時招生力道並未持續，2002年便從男一級（相當於今公開男一級）降級，主力球員日後也大都未投入職業籃球或轉換跑道。2016年，時任校長周行一為提升校園運動風氣，參照NCAA第一级别的方式，提出組建籃球代表隊的想法，獲得校友姜豐年大力支持並贊助相關款項，於2017年5月12日正式成立，球隊定名為「政大雄鷹籃球隊」。
總教練由曾在超級籃球聯賽奪下3次總冠軍的前國立臺灣師範大學男子籃球隊總教練陳子威擔任。因為學校排名、經費充足和教練團等因素，使政大首次運動績優獨招競爭激烈，幾乎為在HBL就獲得高度關注的年輕球員，加上校內一般生選秀，使球隊尚未有比賽紀錄便備受關注和期待。
106學年度賽季在UBA公開男二級奪下季軍後，政大成功晉級睽違16年的公開男一級賽事。
109學年度賽季，戰力加入能仁家商後衛游艾喆、前鋒王凱裕，首戰面對台藝大告捷。該年度賽季政大複賽排名第1確定首度晉級臺北小巨蛋，在四強打敗衛冕軍健行科技大學，冠軍賽擊敗世新大學奪得校史首冠。
110學年度賽季以74比65擊敗世新大學完成二連霸。
111學年度賽季以71比61擊敗健行科大完成三連霸。
2023年8月參與第二屆WUBS世界大學籃球系列賽，首戰以81比75擊敗東海大學，第二戰以79比75擊敗瑞德福大學，冠軍戰則以90比84擊敗白鷗大學奪冠，隊長莫巴耶榮獲MVP。2023年9月參與跨聯盟籃球邀請賽，以5場全勝戰績封王，後衛宋昕澔獲頒賽事MVP。
112學年度賽季以92比59再度擊敗健行科大完成四連霸。113學年度賽季以88比70再度擊敗健行科大完成五連霸。

## 後援會

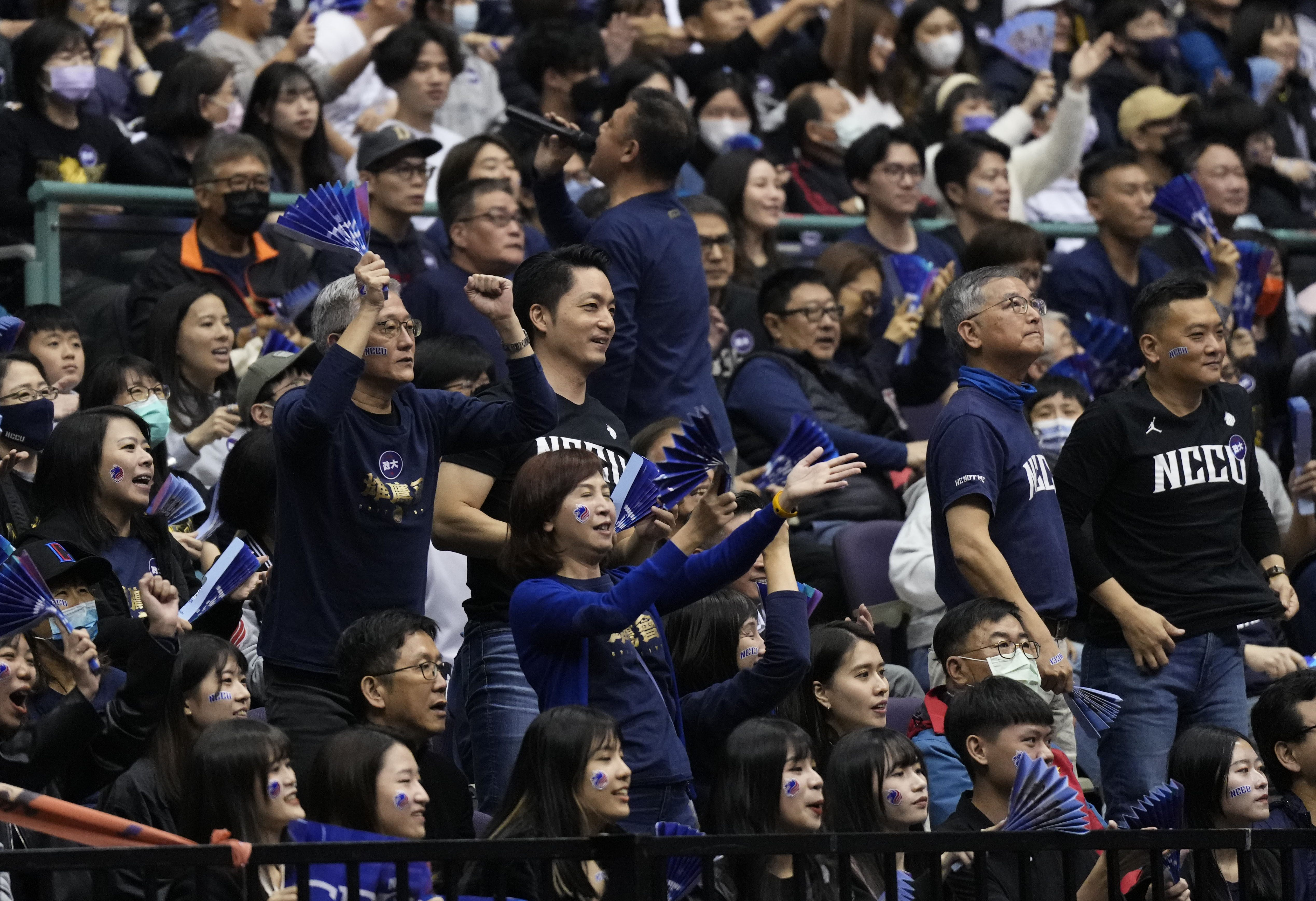
國立政治大學場外應援團

2018年6月16日，由政大校友姜豐年發起組成政大雄鷹會，曾任中華民國外交部駐紐西蘭代表介文汲出任首任會長，政大企管系講座教授司徒達賢出任榮譽會長，以校友的資源來協助雄鷹隊各項發展。
2018年12月21日在政大體育館舉行的大專籃球聯賽賽事，場邊以地政系與東亞所名義懸掛「以韓國瑜學長、盧秀燕學姊為榮」的加油布條引發爭議，部分學生不滿單純體育賽事渲染特定政治立場，掛起布條反諷，政大野火陣線質疑是「將政治意圖以校友身分包裝後進入校園」。政大秘書處對此事回應：「政大雄鷹後援會為恭賀校友贏得選舉而建議懸掛，校方感念後援會大力支持球隊發展才同意，無特定政治立場，但坦承此事確有不當，將進行檢討。」

## 歷年戰績

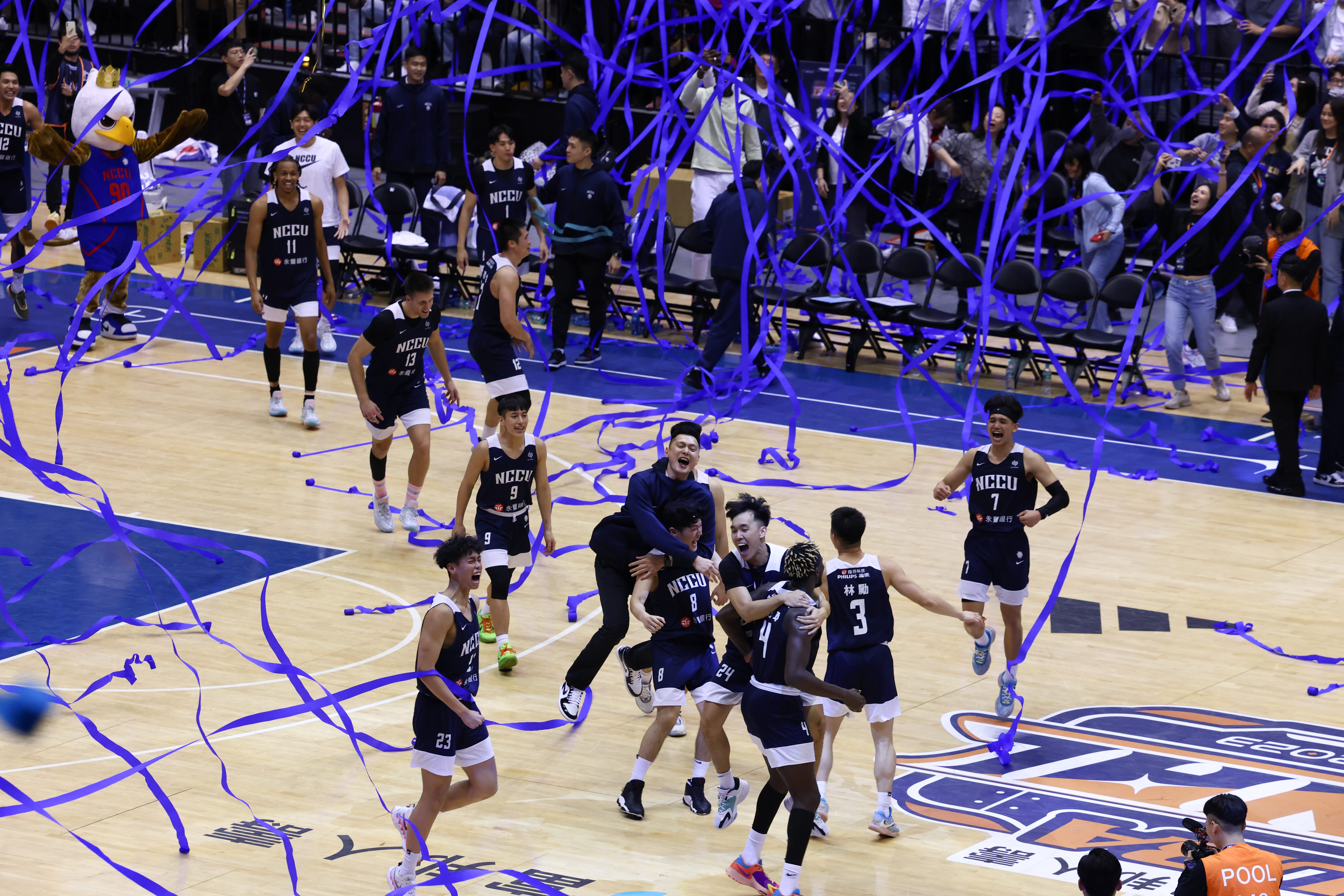
國立政治大學奪下111學年度大專籃球聯賽公開男一級冠軍，完成隊史首次三連霸

106學年度（2017年至2018年）公開男二級
- 初登場對戰經國管理暨健康學院，以83比62獲勝[23]。
- 該賽季季軍成功晉級公開男一級

107學年度（2018年至2019年）公開男一級
- 首場賽事對戰國立高雄師範大學，以73比68獲勝。
- 預賽最後一天對戰中國文化大學，田浩以29分、10助攻、11抄截達成生涯首次大三元，終場國立政治大學105比87獲勝[24]。
- 預賽10勝5敗排名第五，八強賽2勝5敗排名第6[25]。
- 洪楷傑獲選UBA抄截王。

108學年度（2019年至2020年）公開男一級
- 首場賽事對戰國立臺灣科技大學，以90比74獲勝。
- 預賽第一天對戰臺科大，外籍生丁恩迪以20分、28籃板雙20表現，終場國立政治大學90比74獲勝。
- 預賽12勝3敗排名第4，最終3勝4敗排名第5。
- 洪楷傑完成UBA抄截王二連霸。
- 林彥廷獲選UBA新人王。

109學年度（2020年至2021年）公開男一級
- 首場賽事對戰國立臺灣藝術大學，以71比50獲勝。
- 預賽第3場賽事對戰健行科技大學，完成32分大逆轉，以84比83獲勝，首次贏過健行科大。
- 預賽第13場賽事對戰國立臺灣師範大學，以88比80獲勝，首次贏過臺灣師大。
- 預賽13勝2敗排名第1，游艾喆助攻與抄截排行第1，洪楷傑抄截第3，林彥廷抄截第7。
- 八強賽第5場賽事對戰臺灣師大，以70比69獲勝，成軍第四年首次晉級四強。
- 八強賽6勝1敗排名第1，四強戰再對健行科大，以76比57獲勝，首次晉級冠軍戰，對世新大學，以82比70獲勝拿下隊史首座冠軍。
- 游艾喆獲選UBA抄截王、新人王、助攻王、年度MVP。
- 張鎮衙獲選UBA FMVP。

110學年度（2021年至2022年）公開男一級
- 首場賽事對戰國立臺灣大學，以100比33獲勝。
- 八強賽第5場賽事對戰萬能科技大學，以107比64獲勝，成軍第五年第二次晉級四強。
- 預賽13勝1敗排名第1，八強賽7勝0敗排名第1，四強戰再對萬能科大，終場77比68獲勝，連續兩年挺進冠軍戰，以74比65獲勝完成二連霸。
- 游艾喆獲選UBA抄截王、助攻王。
- 王凱裕獲選UBA FMVP。

111學年度（2022年至2023年）公開男一級
- 首場賽事對戰國立中興大學，以95比43獲勝。
- 預賽15勝0敗排名第1，八強賽5勝2敗排名第3，對健行科技大學，終場93比100落敗，終結跨季36連勝，四強戰再對世新大學，終場70比52獲勝，連續三年挺進冠軍戰，以71比61獲勝完成三連霸。
- 游艾喆獲選UBA抄截王、助攻王、FMVP。

112學年度（2023年至2024年）公開男一級
- 首場賽事對戰國立臺灣科技大學，以123比69獲勝。
- 預賽15勝0敗排名第1，八強賽7勝0敗排名第1，四強對虎尾科技大學，終場83比79獲勝，連續四年挺進冠軍戰，與健行科大籃球隊連續兩年交手，終場以92比59獲勝，自大專籃球聯賽切割後首支完成四連霸隊伍。
- 游艾喆獲選UBA抄截王、助攻王、FMVP。

113學年度（2024年至2025年）公開男一級
- 首場賽事對戰臺北市立大學，以133比81獲勝。
- 預賽15勝0敗排名第1，八強賽7勝0敗排名第1，四強對國立臺灣師範大學，終場85比70獲勝，連續五年挺進冠軍戰，與健行科大籃球隊連續三年交手，終場以88比70獲勝，自大專籃球聯賽切割後首支完成五連霸隊伍。
- 宋昕澔獲選UBA助攻王、FMVP。

## 外部連結
- 官方网站
- 政大雄鷹的Facebook專頁
- 政大雄鷹的Instagram帳戶
- YouTube上的政大雄鷹頻道